# Barrage de Nampo
Le barrage de Nampo, aussi appelé barrage maritime Ouest ou écluse maritime Ouest, est un barrage de Corée du Nord situé à l'embouchure du Taedong, l'un des principaux fleuves du pays et celui arrosant Pyongyang, la capitale. Il est constitue d'une digue prenant appui sur la rive droite du fleuve au nord et l'îlot d'Ok-to au sud avant de laisser la place à un barrage en maçonnerie comportant une écluse jusqu'à la rive gauche du fleuve au sud. Il tient son nom de la ville de Nampo située à l'est en amont.
Il est utilisé afin d'éviter la salinisation des nappes phréatiques et de permettre l'irrigation de polders au sud et au nord.